# Milena Nekvapilová
Milena Nekvapilová (* 9. Mai 1977) ist eine ehemalige tschechische Tennisspielerin.

## Karriere
Nekvapilová gewann während ihrer Karriere vier Einzel- und 21 Doppeltitel des ITF Women’s Circuits. Auf der WTA Tour sah man sie erstmals im Hauptfeld bei den Škoda Czech Open 1997 in Prag. Sie bekam eine Wildcard für das Einzel, wo sie ihr Erstrundenmatch gegen Denisa Chládková mit 7:6, 0:6 und 1:6 verlor.
2008 gehörte sie zum Karder des TC Blau-Weiß Vaihingen-Rohr, der in der 2. Tennis-Bundesliga-Süd spielte.

## Turniersiege

### Einzel
| Nr. | Datum      | Turnier          | Kategorie   | Belag | Finalgegnerin     | Ergebnis      |
| --- | ---------- | ---------------- | ----------- | ----- | ----------------- | ------------- |
| 1.  | April 1997 | Hvar             | ITF $10.000 | Sand  | Helena Vildová    | 7:62, 6:4     |
| 2.  | April 1997 | Dubrovnik        | ITF $10.000 | Sand  | Pawlina Stojanowa | 6:2, 0:6, 6:2 |
| 3.  | Juni 1997  | Kędzierzyn-Koźle | ITF $10.000 | Sand  | Zuzana Hejdová    | 6:3, 2:6, 6:3 |
| 4.  | Juni 1999  | Doksy            | ITF $10.000 | Sand  | Veronika Martinek | 6:1, 7:65     |

### Doppel
| Nr. | Datum          | Turnier             | Kategorie   | Belag             | Partnerin            | Finalgegnerinnen                      | Ergebnis      |
| --- | -------------- | ------------------- | ----------- | ----------------- | -------------------- | ------------------------------------- | ------------- |
| 1.  | Oktober 1994   | Bratislava          | ITF $10.000 | Sand              | Martina Špačková     | Libuše Průšová Alena Vašková          | 7:66, 6:3     |
| 2.  | August 1995    | Paderborn           | ITF $10.000 | Sand              | Sylva Nesvadbová     | Anna Linkowa Monika Maštalířová       | 6:1, 6:4      |
| 3.  | August 1995    | Wahlscheid          | ITF $10.000 | Sand              | Sylva Nesvadbová     | Angelika Roesch Tanja Tsiganii        | 2:6, 6:4, 6:4 |
| 4.  | September 1995 | Poreč               | ITF $10.000 | Sand              | Sylva Nesvadbová     | Kristina Pojatina Petra Rihtaric      | 6:4, 6:1      |
| 5.  | September 1995 | Umag                | ITF $10.000 | Sand              | Sylva Nesvadbová     | Karin Baleková Petra Plačková         | 6:4, 6:4      |
| 6.  | Februar 1996   | Nürnberg            | ITF $10.000 | Teppich (Halle)   | Sylva Nesvadbová     | Michaila Hasanová Martina Nedelková   | 6:4, 7:5      |
| 7.  | Februar 1997   | Jaffa               | ITF $10.000 | Hartplatz         | Hana Šromová         | Nóra Köves Patrícia Marková           | 6:4, 6:2      |
| 8.  | April 1997     | Prostějov           | ITF $10.000 | Sand              | Sylva Nesvadbová     | Olga Blahotová Hana Šromová           | 6:2, 7:66     |
| 9.  | Mai 1997       | Prešov              | ITF $10.000 | Sand              | Hana Šromová         | Olga Blahotová Jana Macurová          | 2:6, 6:4, 6:2 |
| 10. | Mai 1997       | Warschau            | ITF $10.000 | Sand              | Hana Šromová         | Olga Blahotová Jana Ondrouchová       | kampflos      |
| 11. | Juni 1997      | Kędzierzyn-Koźle    | ITF $10.000 | Sand              | Jana Macurová        | Libuše Průšová Zuzana Průšová         | 6:4, 6:2      |
| 12. | Oktober 1997   | Joué-lès-Tours      | ITF $10.000 | Hartplatz (Halle) | Hana Šromová         | Eva Dyrberg Maiken Pape               | 5:7, 6:3, 6:4 |
| 13. | April 1998     | Athen               | ITF $10.000 | Sand              | Hana Šromová         | Jana Macurová Gabriela Navrátilová    | 6:3, 7:5      |
| 14. | August 1998    | Bratislava          | ITF $75.000 | Sand              | Hana Šromová         | Lenka Němečková Katarína Studeníková  | 6:2, 6:4      |
| 15. | Mai 1999       | Salzburg            | ITF $10.000 | Sand              | Hana Šromová         | Cindy Schuurmans Magdalena Zděnovcová | 6:3, 6:4      |
| 16. | Juni 1999      | Doksy               | ITF $10.000 | Sand              | Gabriela Navrátilová | Rochelle Rosenfield Anna Żarska       | 2:6, 6:3, 6:4 |
| 17. | Juni 2000      | Sopot               | ITF $25.000 | Sand              | Hana Šromová         | Marketa Kochta Ludmila Richterová     | 6:3, 6:2      |
| 18. | Juni 2001      | Doksy               | ITF $10.000 | Sand              | Hana Šromová         | Olga Blahotová Gabriela Navrátilová   | 2:6, 6:4, 6:1 |
| 19. | Juni 2001      | Gorizia             | ITF $25.000 | Sand              | Hana Šromová         | Tatiana Kovalchuk Andreea Vanc        | 5:7, 6:1, 6:1 |
| 20. | November 2001  | Kairo               | ITF $25.000 | Sand              | Hana Šromová         | Zuzana Hejdová Gabriela Voleková      | 6:3, 6:2      |
| 21. | Oktober 2003   | Trenčianske Teplice | ITF $10.000 | Sand              | Zuzana Zemenová      | Blanka Kumbárová Tereza Szafnerová    | 1:6, 6:1, 7:5 |